# Hibiscus ludwigii
Hibiscus ludwigii är en malvaväxtart som beskrevs av Christian Friedrich Frederik Ecklon och Zeyh.. Hibiscus ludwigii ingår i Hibiskussläktet som ingår i familjen malvaväxter. Inga underarter finns listade i Catalogue of Life.

## Bildgalleri

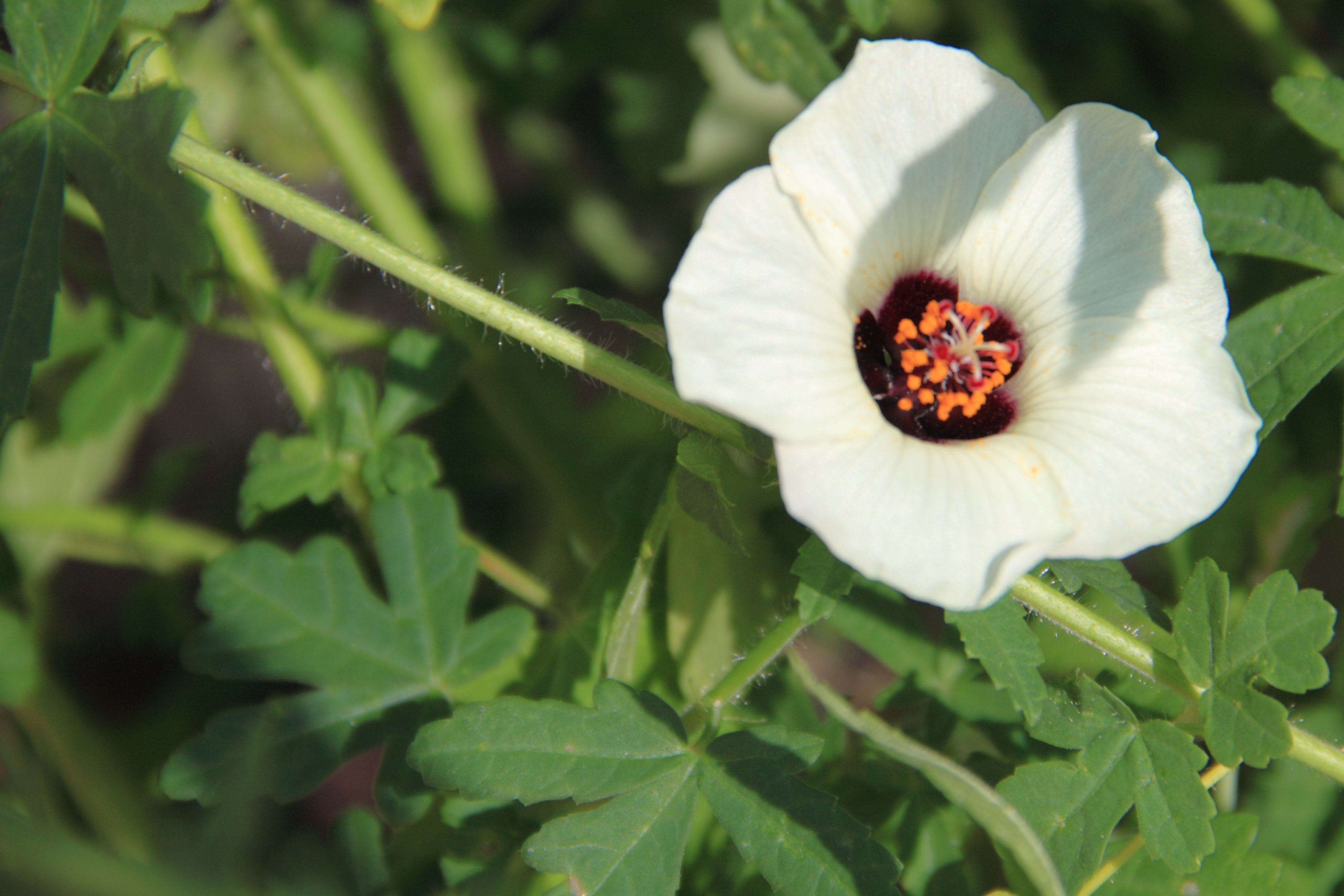
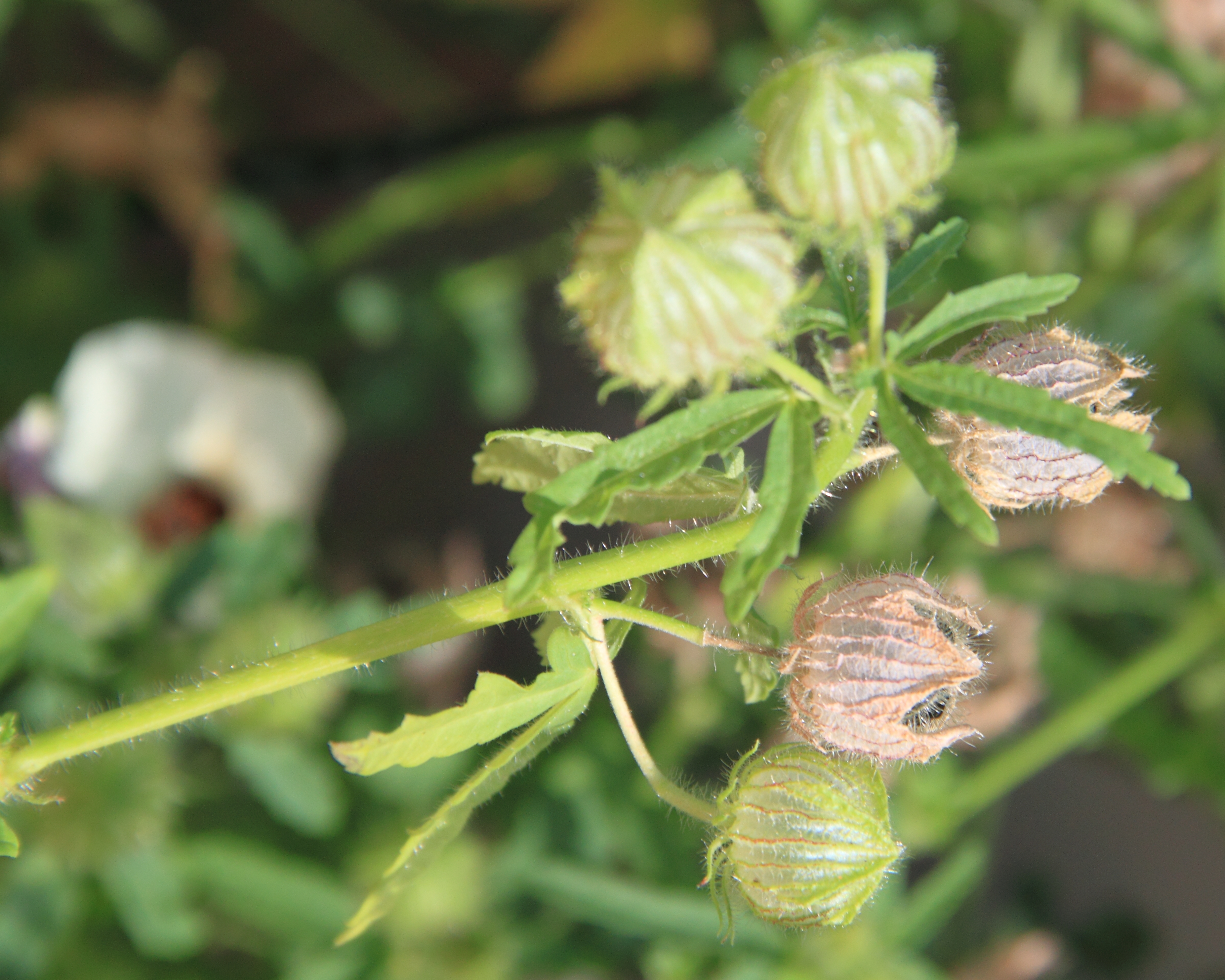
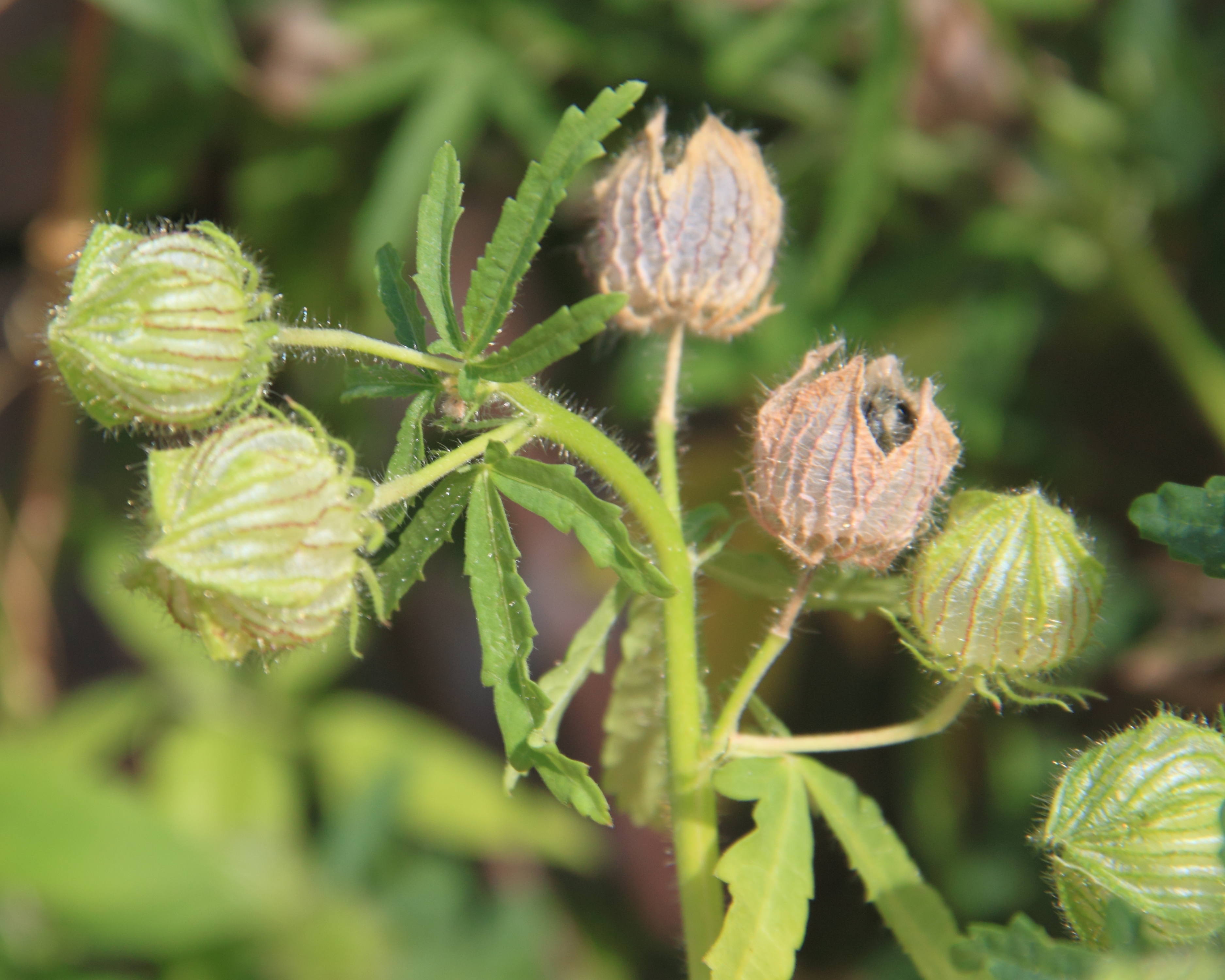
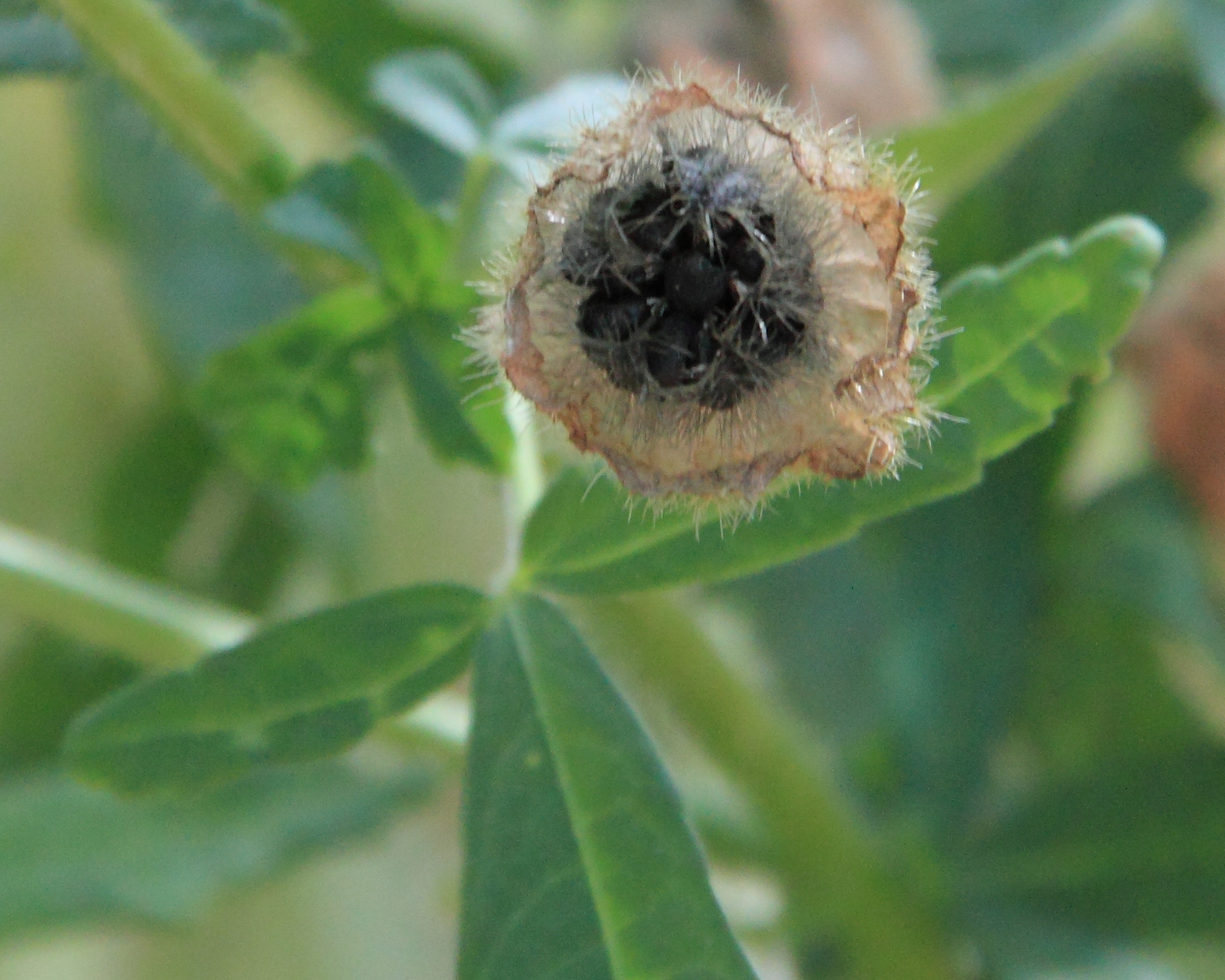
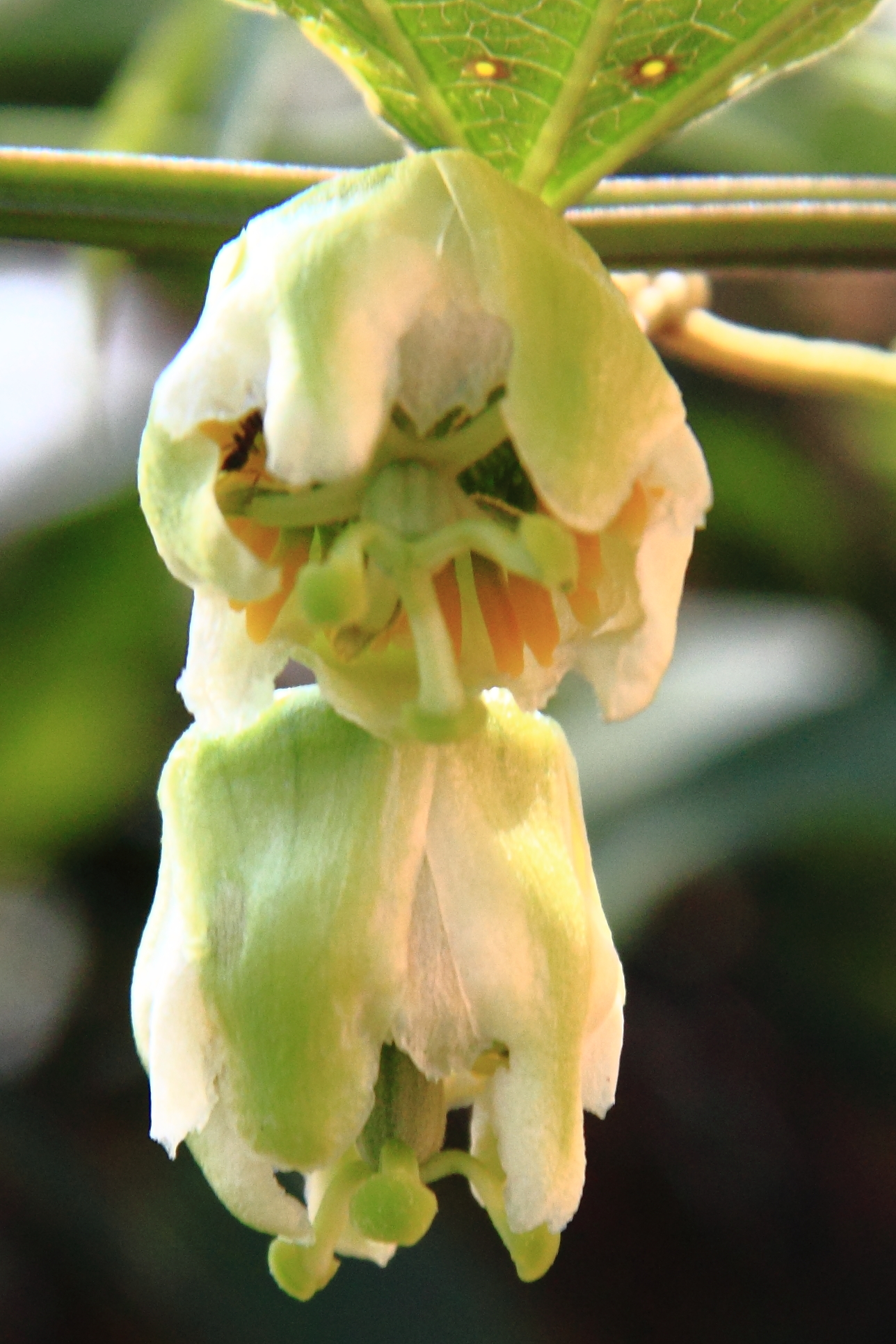
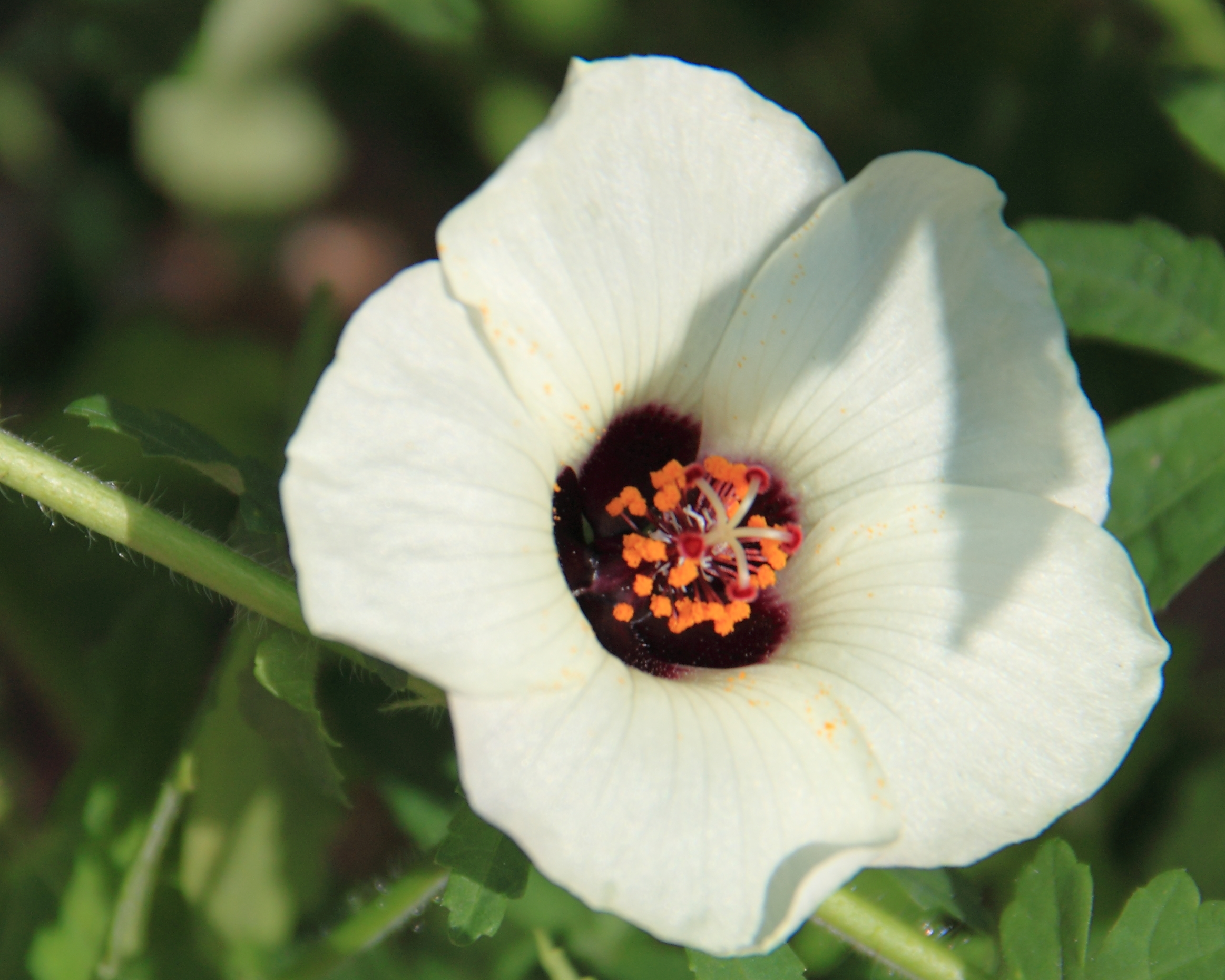